# Rhys ap Gruffydd († 1356)
Sir Rhys ap Gruffydd (auch Syr Rhys; † 10. Mai 1356 in Carmarthen) war ein walisischer Militär.

## Herkunft
Rhys ap Gruffydd war ein Sohn von Gruffydd ap Hywel und von Nest, einer Tochter von Gwrwared ap Gwilym aus Cemais. Sein Vater war ein Urenkel von Ednyfed Fychan, dem Seneschall des walisischen Fürsten Llywelyn ab Iorwerth. Rhys besaß umfangreichen Grundbesitz in Südwestwales und gehörte zu den reichsten Angehörigen der walisischen Gentry des 14. Jahrhunderts, zu seinen Verwandten gehörte auch Gruffydd Llwyd. Wahrscheinlich erbte er die Familienbesitzungen, vor allem das Gut Llansadwrn in Cantref Mawr direkt von seinem Großvater Gruffydd ap Ednyfed Fychan.

## Leben
Rhys wird 1309 erstmals als Steward von Cardigan erwähnt, in den folgenden Jahren bekleidete er mehrere andere einträgliche Ämter im Südwesten von Wales. 1310 stellte er in Südwestwales ein walisisches Kontingent für den Feldzug des englischen Königs Eduard II. gegen Schottland auf. Auch an den nächsten Feldzüge gegen Schottland nahm er mit walisischen Soldaten teil.
Während der Rebellion der englischen Marcher Lords gegen den königlichen Favoriten Hugh le Despenser in Südwales 1321, dem sogenannten Despenser War, wurde er zum Stellvertreter des königlichen Justitiars von Südwales ernannt. Am 15. November 1321 erhielten er und Gruffydd Llwyd vom König den Auftrag, mit ihren walisischen Truppen die Besitzungen der Marcher Lords, vor allem der den Walisern verhassten Roger Mortimer of Wigmore und Roger Mortimer of Chirk anzugreifen. Ab Ende 1321 attackierte Rhys mit seinen Truppen Gower und andere Gebiete in Südwales und trug somit mit zur Unterwerfung der Welsh Marches bei. Zum Dank wurden ihm Dinefwr und Dryslwyn verpachtet sowie die Herrschaft Narberth als Lehen übergeben, dazu wurde er Sheriff von Carmarthenshire und Kommandant von Carmarthen Castle. Als 1326 die Königin mit einem Heer in England landete, um Eduard II. zu stürzen, forderte der König Rhys auf, für ihn Truppen aufzustellen. Die Herrschaft des Königs brach jedoch rasch zusammen, und Eduard II. flüchtete mit wenigen Getreuen nach Wales. Dort traf ihn Rhys noch im November 1326 in Neath Abbey, kurz bevor der König in die Gefangenschaft seiner Gegner geriet. Rhys flüchtete daraufhin nach Schottland, doch er erhielt wenig später seine Besitzungen zurück. 1330 flüchtete er erneut ins Ausland, als er an einer Rebellion gegen den Regenten Roger Mortimer beteiligt war, die jedoch noch niedergeschlagen wurde. Als dieser im Laufe des Jahres gestürzt wurde und König Eduard III. die Macht übernommen hatte, konnte Rhys zurückkehren und übernahm erneut zahlreiche Ämter. 1341 nahm er mit walisischen Soldaten am Feldzug von Eduard III. gegen Schottland teil. Ab 1345 kämpfte er als einer der bekanntesten walisischen Söldnerführer während des Hundertjährigen Kriegs in Frankreich. Zwischen Juni und November 1346 wurde er zum Ritter geschlagen, vielleicht nach dem englischen Sieg bei Crecy.

## Familie und Nachkommen
Er heiratete Joan de Somerville, eine reiche englische Erbin. Durch diese Heirat erwarb er umfangreichen Grundbesitz in sechs englischen Grafschaften, den zusammen mit seinem eigenen umfangreichen Grundbesitz in Carmarthenshire und Cardiganshire sein Sohn Sir Rhys der Jüngere (* 1325) erbte. Dieser ungewöhnlich große Besitz blieb unter seinen Nachfahren ungeteilt, bis er durch Heirat an Thomas ap Gruffudd, einem Sohn von Gruffudd ap Nicolas fiel und damit mit zur Grundlage für die Macht von dessen Sohn Rhys ap Thomas wurde.